# Pontypridd
Pontypridd je město v hrabství Mid Glamorgan ve Walesu ve Spojeném království. Leží na soutoku řek Taff a Rhondda 20 km severozápadně od Cardiffu a prochází jím silnice A470.
V roce 2021 zde žilo 31 206 obyvatel. Historie města je spojena s těžbou uhlí a těžkým průmyslem, sídlila zde firma Brown Lenox & Co Ltd, vyrábějící řetězy. Technickou památkou je Old Bridge z roku 1756. V roce 1913 byla založena University of Glamorgan, která je od roku 2013 součástí University of South Wales.
Narodili se zde hudebníci Chris Slade a Phil Campbell. V roce 1997 zde vznikla rocková skupina Lostprophets. Ze sousední vesnice Treforest pochází Tom Jones. V roce 1756 zde Evan James a jeho syn James James složili velšskou hymnu Hen Wlad Fy Nhadau a v roce 1930 jim byl odhalen pomník. Z Pontypriddu také pochází antropoložka Elaine Morganová a herečka Kimberley Nixonová. Působil zde lékař, chartista a propagátor pohřbu žehem William Price.
Na ragbyovém stadionu Sardis Road hraje klub Pontypridd RFC, pětinásobný mistr Walesu. Stadion byl také využit při mistrovství světa v ragby 1991. Rekreační areál Ynysangharad War Memorial Park byl zřízen v roce 1923 na počet obětí první světové války. 
Ve městě se natáčel seriál Pán času.